# John Bryce McLeod
John Bryce McLeod (* 23. Dezember 1929 in Aberdeen; † 20. August 2014) war ein britischer angewandter Mathematiker, der sich mit linearen und nichtlinearen partiellen und gewöhnlichen Differentialgleichungen befasste.
McLeod wurde 1959 bei Edward Titchmarsh an der University of Oxford promoviert (Some problems in the theory of eigenfunction expansions) Er war Professor in Oxford (und seit 1960 Fellow des Wadham College) und ab 1988 an der University of Pittsburgh, wobei er aber seine Verbindungen nach Oxford nicht abreißen ließ und jeweils ein halbes Jahr dort verbrachte.
In der Hydrodynamik behandelte er unter anderem Theodore von Kármáns Problem einer rotierenden viskosen Flüssigkeit, Probleme in der Grenzschichttheorie und stationäre Wasserwellen extremer Form. Später behandelte er schwierige Probleme der Bifurkationstheorie und nichtlinearer Diffusionsgleichungen. Er gilt als einer der führenden britischen Experten für Anwendungen der Funktionalanalysis.
In der Theorie der Wasserwellen arbeitete er unter anderem mit John Toland zusammen. 1965 erhielt er den Whittaker-Preis, 1987 die Keith Medal. 2011 erhielt er den Naylor-Preis für seine wichtigen und vielseitigen Erfolge in der Analyse nichtlinearer Differentialgleichungen aus Anwendungen in Mechanik, Physik und Biologie. Er war Fellow der Royal Society (1992) und der Royal Society of Edinburgh.

## Schriften
- mit Stuart P. Hastings Classical Methods in Ordinary Differential Equations: With Applications to Boundary Value Problems, American Mathematical Society 2011